# Carl Gustaf Nelson
Carl Gustaf Simon Nelson, född 5 januari 1898 i Hörby, Skåne, död 1988 i Elmhurst, Illinois, var en svensk-amerikansk målare och tecknare.
Han var son till vagnsmakaren Johan Nilsson och Christina Olsson. Nelson kom till Amerika i femårsåldern och växte upp i Sioux City, Iowa. Han började studera konst omkring 1920 först två år vid Chicago Academy of Fine Arts och sedan vid Art Students League i New York under fem år. Därefter företog han en studieresa genom 15 av Europas länder. Sedan 1935 medverkade han i talrika samlingsutställningar i New York, Boston och Phiadelphia och i de svensk-amerikanska utställningarna i Chicago. Han tilldelades Tiffany Foundations stipendium 1931-1933. Vid sidan av sitt eget skapande arbetade han som lärare vid Boris Mirski Gallery i Boston 1945-1947 och Cambridge School of Design i Cambridge 1948-1952. Hans konst består av stilleben, figurmotiv, landskap och nonfigurativa kompositioner i olja, gouache och tempera. Nelson är representerad vid det amerikanska arbetsministeriet i Washington, Smithsonian American Art Museum och Worcester Museum of Art i Massachusetts.